# USS McCaffery (DD-860)
USS McCaffery (DD/DDE-860) – amerykański niszczyciel typu Gearing będący w służbie United States Navy w okresie po II wojnie światowej. Patronem okrętu był Lieutenant Colonel Joseph P. McCaffery, USMC, (1906–1943), który został zabity w czasie akcji na wyspie Bougainville 1 listopada 1943 i został pośmiertnie odznaczony Krzyżem Marynarki.

## Historia
Stępkę okrętu położono 1 października 1944 w stoczni Bethlehem Steel Corporation w San Pedro. Zwodowano go 12 kwietnia 1945, matką chrzestną była Patricia McCaffery, krewna patrona okrętu. Jednostka weszła do służby 26 lipca 1945.
„McCaffery” operował w składzie 7 Floty wspierając siły Narodów Zjednoczonych w czasie wojny koreańskiej. Pełnił służbę w pobliżu wschodniego wybrzeża USA i na Karaibach w składzie 2 Floty, którą przeplatał przydziałami na Morze Śródziemne do 6 Floty. Brał udział w blokadzie morskiej Kuby w czasie kryzysu kubańskiego w 1962. Przeszedł przez program Fleet Rehabilitation and Modernization (FRAM) w New York Naval Shipyard w 1961. Brał udział w operacjach Sea Dragon i Market Time oraz patrolach i operacjach ratowniczych (SAR), udzielał wsparcia artyleryjskiego oddziałom na lądzie w czasie wojny w Wietnamie.
Asystował w odbieraniu lądującej kapsuły powrotnej statków Gemini 9 i Gemini 12. Był okrętem komunikacyjnym w czasie lotu Mercury w maju 1963.
Niszczyciel został wycofany ze służby i skreślony z listy okrętów floty 30 września 1973. „McCaffery” został sprzedany na złom 11 czerwca 1974.